# میشل لندل
میشل لندل (انگلیسی: Michel Landel) (زادهٔ ۷ نوامبر ۱۹۵۱) کارآفرین، بازرگان و مدیر ارشد اجرایی فرانسوی-مراکشی است، که در حال حاضر به‌عنوان مدیر عامل اجرایی شرکت سودکسو فعالیت می‌نماید.